# Estonski prirodoslovni muzej
Estonski prirodoslovni muzej (skrajšano EMNH; estonsko Eesti Loodusmuuseum) je estonski narodni prieodoslovni muzej. Je v starem mestnem jedru Talina.
Muzej se osredotoča na naravoslovje in naravoslovje, obiskovalcem pa ponuja izlet v divjino Estonije.

## Zgodovina
Začetki muzeja segajo v muzej Estonske literarne družbe, ki je bil ustanovljen leta 1842 in se je leta 1864 preimenoval v Pokrajinski muzej. Ta muzej je bil aktiven pri raziskovanju naravoslovnih znanosti, področja, ki je v muzeju leta 1872 pridobilo pomen, ko je Alexander von der Pahlen (1820–1895) začel prispevati k zbirki. Pahlen je bil kasneje izvoljen za predsednika in pod njegovim vodstvom je zbirka še naprej rasla. Ko je zbirka rasla, je bila leta 1911 kupljena nova stavba na ulici Kohtu za njeno namestitev.
Med prvo svetovno vojno zaradi pasivnega odpora muzejske zbirke niso preselili v Rusijo. Pokrajinski muzej je še naprej deloval v okviru oddelka za umetnost in dediščino ministra za izobraževanje in raziskave, vendar se je leta 1926 preimenoval v Muzej estonske literarne družbe.
Po paktu Molotov-Ribbentrop so baltsko-nemške ustanove, vključno z Estonsko literarno družbo, zaprli. Leta 1940 so sovjetske oblasti z uredbo Sveta ljudskih komisarjev Estonske SSR nacionalizirale vse muzeje, kar je omogočilo ustanovitev Narodnega prirodoslovnega muzeja v Talinu 1. januarja 1941. Leta 1942 je bomba uničila del muzejskih primerkov.

## Zbirka
Zbirke Estonskega prirodoslovnega muzeja vsebujejo skoraj 300.000 muzejskih primerkov. V zbirkah je predstavljenih približno 90 % vrst rastlin, hroščev, metuljev in moljev, ptic in sesalcev, ki jih najdemo v Estoniji. Zelo dragocen del zbirk sestavljajo tipski primerki – primerki, uporabljeni za prvi opis novega taksona in služijo kot dokončni primer tega taksona.

### Botanična zbirka
Glavna botanična zbirka obsega približno 122.000 rastlinskih primerkov. Herbarij višjih rastlin obsega 90.000 primerkov, od tega je 88.700 listov, ostalo pa plodovi, semena in strobili. Večino gradiva je bilo zbranega v Estoniji, zbirka pa vsebuje primerke pretežnega dela domače flore - 1600 taksonov. Najstarejši primerki v zbirki segajo v 30. leta 19. stoletja.

### Mikološke zbirke
Mikološki herbarij obsega približno 2450 rastlinskih primerkov. Zbirka neliheniziranih gliv vsebuje 250 vzorcev. Od več kot 2200 primerkov, ki so vključeni v zbirko lišajev, tj. zbirka liheniziranih gliv, jih je bilo približno 1600 zbranih v Estoniji in 600 iz tujine (predvsem Skandinavija in drugi deli Evrope).

### Zoološka zbirka
Zoološke zbirke obsegajo približno 130.000 primerkov. Zbirke se ponašajo s širokim izborom vrst vretenčarjev in nevretenčarjev iz Estonije in drugih delov sveta.
Zoološke zbirke vključujejo:
- Ornitološke zbirke
- Zbirka sesalcev
- Z vrstami bogata zbirka školjk mehkužcev, koral in iglokožcev
- Zbirka mokrih vzorcev
- Entomološke zbirke[7]

### Geološka zbirka
Geološka zbirka muzeja obsega približno 3500 vzorcev. Skoraj tri četrtine primerkov predstavlja paleontološki material, katerega najstarejši primerki so bili zbrani v sredini 19. stoletja. Pretežni del paleontološke zbirke tvorijo paleozojski fosili, najdeni v estonski kamnini. Najštevilčnejši vzorci med ohranjenim materialom so fosili morskih nevretenčarjev iz obdobja ordovicija in silurja. Paleontološke zbirke poleg tega vsebujejo frakcije kosti in fragmente skeleta sesalcev iz kvartarnega obdobja, ki večinoma izvirajo iz severnih ozemelj Rusije. Litološke zbirke hranijo tipične sedimentne kamnine estonske kamninske podlage: apnenec, lapor, peščenjak in muljevec. Petrološke zbirke so majhne, glavni primerki pa so estonski ledeniški eratični vzorci ter vzorci metamorfnih kamnin in magmatskih kamnin, zbrani z ozemlja nekdanje Sovjetske zveze. Število muzejskih mineraloških eksponatov se je v zadnjem desetletju močno povečalo zaradi domačih in tujih donacij. Medtem ko minerali, vneseni v zbirke v prejšnjih letih, večinoma prihajajo iz Rusije, vzhodne Evrope in Nemčije, sodobna zbirka vključuje minerale iz Avstralije, Južne Amerike in Afrike. Nekateri najbolj opazni mineraloški vzorci vključujejo velike kremenčeve, ametistne in fluoridne druze.

### Zgodovina znanstvene zbirke
Zgodovina znanstvene zbirke obsega približno 1050 arhivskega gradiva in zgodovinskih predmetov, povezanih s preučevanjem in posredovanjem narave.

### Zbirka fotografij
Zbirka fotografij vsebuje fotografije, negative in barvne diapozitive, skupaj 28.000 enot, ki odražajo vsakdanje življenje, razstave, terensko delo in dogajanje muzeja skozi čas. Foto zbirka muzeja je digitalizirana v biodiverzitetnem informacijskem sistemu PlutoF pod akronimom TAMF.